# Tony de Peltrie
Pour plus de détails, voir Fiche technique et Distribution.
Tony de Peltrie est un film d'animation créé au Centre de calcul de l'Université de Montréal par un groupe de pionniers groupés autour de Pierre Lachapelle à Montréal en 1985. Les autres membres de l'équipe étaient Philippe Bergeron, Daniel Langlois et Pierre Robidoux. 
Lancé par ce succès, Langlois allait fonder Softimage en 1986. 
Le film marque un tournant dans le cinéma d'animation en introduisant l'émotion. Son succès est dû au fait que pour la première fois le spectateur peut s'identifier à un personnage d'animation, tant la vérité des images et des sons est réussie.  

## Le film
Présenté au 12e SIGGRAPH Film & Video Show de San Francisco, en juillet 1985, le film, de près de huit minutes, est ovationné par les meilleurs représentants mondiaux des graphistes par ordinateur. Il montre un musicien nostalgique, jadis célèbre, assis à son piano et jouant en se souvenant du bon vieux temps. 
Time Magazine, dans son édition du 5 août 1985, remarque : « De Peltrie looks and acts human; his fingers and facial expressions are soft, lifelike and wonderfully appealing. In creating De Peltrie, the Montreal team may have achieved a breakthrough: a digitized character with whom a human audience can identify. »

## Le personnage
Le personnage éponyme a été dessiné puis sculpté par Daniel Langlois. Les contours faciaux ont ensuite été numérisés et les expressions faciales de chaque image (24 par seconde) ont été aussi numérisées. Cette technique révolutionnaire allait beaucoup évoluer par la suite. C'est la technologie à l'origine de celle qui fut utilisée pour le film Jurassic Park. 
Il a fallu deux ans pour développer le logiciel Taarna qui permet d'animer le personnage.